# Paul Sydow
Paul Sydow (* 1. November 1851 in Callies, Kreis Dramburg; † 26. Februar 1925 in Sophienstädt, Kreis Niederbarnim) war ein deutscher Botaniker und Mykologe. Sein Autorenkürzel lautet „P. Syd.“
Paul Sydow war Lehrer in Berlin. Er interessierte sich für alle Formen von Kryptogamen. Seine Leistungen auf dem Gebiet der Mykologie waren vielfältig. Gemeinsam mit seinem Sohn Hans Sydow gab er eine Monografie zu Pilzen mit über 1000 Seiten Umfang heraus. Seine umfangreiche Sammlung verbrannte 1943 in Berlin. Eine Unterart von Bryum capillare erhielt den Zusatz "sydowii".

## Schriften
- Taschenbuch der wichtigeren essbaren und giftigen Pilze Deutschlands, Oesterreichs und der Schweiz (= Sammlung naturwissenschaftlicher Taschenbücher. Band 1). Winter, Heidelberg 1905, DNB 362857571.
- mit Hans Sydow: Monographia Uredinearum seu specierum omnium ad hune usque diem descriptio et adumbratio systematica. Borntraeger, Leipzig, DNB 560960093.

Teil 1: Genus Puccinia. 1904, DNB 368368793.
Teil 2: Genus Uromyces. 1910, DNB 368368807.
Teil 3: Pucciniaceae (excl. Puccinia et Uromyces). Melampsoraceae, Zaghouaniaceae, Coleosporiaceae. 1915, DNB 368368815.
Teil 4: Uredineae imperfectae. 1924, DNB 368368823.
- mit Hans Sydow: Monographia uredinearum (= Bibliotheca mycologica. Band 33). Borntraeger, Leipzig, DNB 458288055.

Teil 1: Genus Puccinia. 1904. Reprint: Cramer, Lehre 1971, DNB 458288063.
Teil 2: Genus uromyces. 1910. Reprint: Cramer, Lehre 1971, DNB 458288071.